# Ronde van Italië 2024/Zevende etappe
De zevende etappe van de Ronde van Italië 2024 vond plaats op 10 mei. Deze etappe werd gewonnen door de Sloveen Tadej Pogačar die hiermee zijn tweede rit won in deze Ronde van Italië. Tevens wist Pogačar zijn leiding in het klassement aanzienlijk te verstevigen.

## Koersverloop
Deze etappe betrof de eerste van twee tijdritten van deze Giro en kan gezien worden als klimtijdrit. De eerste 34 kilometers waren vlak en de laatste 6 gingen bergop. Bij de eerste twee tijdsmetingen van Pogačar moest hij nog ruim 40 seconden duldden op Filippo Ganna. Echter, Pogačar wist een hele sterke laatste zes kilometers te rijden en maakte één minuut goed op de Italiaan en won zodoende deze etappe met 17 seconden verschil tegenover Ganna. Daarnaast won Pogačar veel tijd ten opzichte van zijn concurrenten. Thymen Arensman reed een sterke tijdrit en maakte zodoende veel tijd goed en klom naar een 11e plaats in het algemene klassement. Cian Uijtdebroeks verloor echter tijd en zakte naar een zevende plek. Door het tijdsverlies van de Belg werd Luke Plapp de nieuwe leider in het jongerenklassement.
Er zijn na deze etappe geen opgaven gemeld.

## Uitslagen
| Foligno - Perugia (40,6 km) |                        |                    |         |
| Plaats                      | Naam                   | Ploeg              | tijd    |
| Winnaar                     | Tadej Pogačar          | UAE Team Emirates  | 51'44"  |
| 2                           | Filippo Ganna          | INEOS Grenadiers   | + 17"   |
| 3                           | Magnus Sheffield       | INEOS Grenadiers   | + 49"   |
| 4                           | Thymen Arensman        | INEOS Grenadiers   | + 1'00" |
| 5                           | Maximilian Schachmann  | BORA-hansgrohe     | + 1'05" |
| 6                           | Antonio Tiberi         | Bahrain-Victorious | + 1'21" |
| 7                           | Luke Plapp             | Team Jayco AlUla   | + 1'45" |
| 8                           | Daniel Felipe Martínez | BORA-hansgrohe     | + 1'49" |
| 9                           | Mikkel Bjerg           | UAE Team Emirates  | + 1'56" |
| 10                          | Geraint Thomas         | INEOS Grenadiers   | + 2'00" |
|                             |                        |                    |         |
| 20                          | Cian Uijtdebroeks      | BORA-hansgrohe     | + 2'55" |

| Algemeen klassement |                        |                                 |           |
| Plaats              | Naam                   | Ploeg                           | Tijd      |
| Roze trui           | Tadej Pogačar          | UAE Team Emirates               | 24u12'36" |
| 2                   | Daniel Felipe Martínez | BORA-hansgrohe                  | + 2'36"   |
| 3                   | Geraint Thomas         | INEOS Grenadiers                | + 2'46"   |
| 4                   | Ben O'Connor           | Decathlon AG2R La Mondiale Team | + 3'33"   |
| 5                   | Luke Plapp             | Team Jayco AlUla                | + 3'42"   |
| 6                   | Aleksej Loetsenko      | Astana Qazaqstan Team           | + 3'49"   |
| 7                   | Cian Uijtdebroeks      | Team Visma-Lease a Bike         | + 3'50"   |
| 8                   | Antonio Tiberi         | Bahrain-Victorious              | + 4'11"   |
| 9                   | Filippo Zana           | Team Jayco AlUla                | + 4'41"   |
| 10                  | Lorenzo Fortunato      | Astana Qazaqstan Team           | + 4'44"   |
|                     |                        |                                 |           |
| 11                  | Thymen Arensman        | INEOS Grenadiers                | + 5'09"   |

1e etappe ·
2e etappe ·
3e etappe ·
4e etappe ·
5e etappe ·
6e etappe ·
7e etappe ·
8e etappe ·
9e etappe ·
10e etappe ·
11e etappe ·
12e etappe ·
13e etappe ·
14e etappe ·
15e etappe ·
16e etappe ·
17e etappe ·
18e etappe ·
19e etappe ·
20e etappe ·
21e etappe
Startlijst · Eindstanden · Afbeeldingen